# Ульм 1846
«Ульм 1846» (нем. SSV Ulm 1846 Fußball e. V.) — немецкий футбольный клуб из одноимённого города земли Баден-Вюртемберг. Появился через обособление футбольного отдела от общего клуба SSV Ulm 1846. Цвета клуба, как и города Ульма, чёрно-белые. Домашние матчи клуб проводит на арене «Донауштадион», вмещающей 19 500 зрителей. С сезона 2025/2026 выступает в Третьей лиге.

## История
SSV Ulm 1846 появился 5 мая 1970 года в следствии объединения слияния TSG Ulm 1846 и 1. SSV Ulm 1928. Спортивный клуб стал самым большим в Германии и имел 8 300 членов. TSG Ulm 1846 был основан в 12 апреля 1846 года как спортивно-гимнастический клуб.
За свою историю «Ульм» провел один сезон в первой Бундеслиге, в сезоне 1999—2000 он занял в ней 16-е место.
«Ульм» известен как «клуб-лифтёр» за своё неоднократное перемещение вверх-вниз по турнирным таблицам системы футбольных лиг Германии.

## Достижения
- чемпион Третьей лиги: 2024
- Чемпион Германии среди любителей: 1996
- Чемпион Региональной лиги: 1998 («Юг»), 2023 («Юго-Запад»)
- Чемпион Оберлиги Баден-Вюртемберг: 1979, 1982, 1983, 1986, 1993, 1994, 2012, 2016
- Обладатель Кубка Вюртемберга: 1949 (как TSG Ulm 1846), 1957 (как 1. SSV Ulm 1928), 1982, 1983, 1992, 1994, 1995, 1997, 2018, 2019, 2020, 2021 (рекорд)